# Informacja pozytywna
Informacja pozytywna (pozytywna informacja gospodarcza) – wpis do biura informacji gospodarczej (w skrócie BIG) potwierdzający, że konsument lub przedsiębiorstwo w terminie, lub z opóźnieniem nieprzekraczającym 29 dni, opłacili rachunki, faktury lub inne zobowiązania płatnicze.
Wpis pozytywny to swego rodzaju referencje poświadczające wiarygodność i solidność płatniczą konsumenta lub firmy. Oprócz tego dla przedsiębiorstw i różnych instytucji to dodatkowe narzędzie pomagające dokonać kompleksowej oceny zdolności kredytowej swoich klientów i ich możliwości do spłaty zaciągniętych zobowiązań finansowych.
W Polsce informacje pozytywne są gromadzone i udostępniane w biurach informacji gospodarczej zgodnie z zapisami Ustawy z dnia 9 kwietnia 2010 r. o udostępnianiu informacji gospodarczych i wymianie danych gospodarczych. Gromadzeniem i udostępnianiem informacji pozytywnych w Polsce zajmują się biura informacji gospodarczej, takie jak Krajowe Biuro Informacji Gospodarczej S.A., ERIF Biuro Informacji Gospodarczej oraz Krajowy Rejestr Długów BIG S.A..
W wielu krajach Europy oraz Ameryki pozytywne informacje gospodarcze są równie istotne jak informacje negatywne. Z ich pomocą zarówno konsumenci, jak i przedsiębiorcy dbają o swoje finanse i świadomie budują pozytywną historię płatniczą. Potwierdzają to wyniki badania ACCIS – The European Credit Information Landscape. An analysis of a survey of credit bureaus in Europe – oraz Global Credit Reporting Program.

## Zasady otrzymywania informacji pozytywnej
Pozytywny wpis do biura informacji gospodarczej można otrzymać za terminową, lub z opóźnieniem nieprzekraczającym 29 dni, spłatę m.in.:
- Rat kredytu (hipotecznego, konsumenckiego, gotówkowego, studenckiego itp.) lub pożyczki –wpis pozytywny można otrzymać za spłatę każdej jednej raty pod warunkiem, że wszystkie wcześniejsze raty dotyczące danego kredytu zostały opłacone w pełnej wysokości w terminie lub z opóźnieniem nie większym niż 29 dni.
- Opłat abonamentowych za multimedia (np. za telefon, telewizję kablową lub cyfrową, Internet itp.).
- Rachunków związanych ze stałymi zobowiązaniami, takimi jak: opłata za gaz, prąd, wodę i inne media.
- Czynszu w spółdzielni mieszkaniowej.
- Raty ugody zawartej z wierzycielem – informację pozytywną można uzyskać za spłatę każdej poszczególnej raty, ale pod warunkiem, że wszystkie wcześniejsze raty dotyczące danej ugody zostały opłacone w pełnej wysokości w terminie (lub z opóźnieniem nie większym niż 29 dni).
- I wszystkich innych zobowiązań finansowych, regulowanych na zasadach określonych w Ustawie z dnia 9 kwietnia 2010 r. o udostępnianiu informacji gospodarczych i wymianie danych gospodarczych (Dz.U. z 2025 r. poz. 85).

## Warunki wpisu informacji pozytywnej
Zgodnie z przepisami Ustawy z dnia 9 kwietnia 2010 roku o udostępnianiu informacji gospodarczych i wymianie danych gospodarczych, aby uzyskać wpis z informacją pozytywną do biura informacji gospodarczej należy spełnić kilka warunków:
- Należy terminowo opłacać wszystkie zobowiązania, na podstawie których informacja pozytywna zostanie wpisana do BIG. O wpis pozytywny można również się starać, gdy występują opóźnienia w spłacie zobowiązań. Opóźnienie jednak nie może przekroczyć 29 dni.
- Od chwili zapłacenia za rachunek, fakturę, ratę lub inne zobowiązanie nie minęło więcej niż 12 miesięcy.
- Należy złożyć wniosek o jej wpisanie w banku, firmie lub innej instytucji, na rzecz której dokonywane są wpłaty. Usługodawca jednak będzie mógł dopisać informację pozytywną pod warunkiem, że współpracuje przynajmniej z jednym biurem informacji gospodarczej.
- Należy wyrazić na to zgodę, ponieważ usługodawca sam może zaproponować każdemu swojemu rzetelnemu klientowi dopisanie informacji pozytywnej do BIG.

Firma, która wykonuje usługę z odroczonym terminem płatności i ma podpisaną umowę z biurem informacji gospodarczej, ma obowiązek wpisania informacji pozytywnej w terminie 14 dni od dnia otrzymania wniosku od swojego klienta. W sytuacji, gdy firma ta zechce wpisać informację pozytywną z własnej inicjatywy, musi bezwzględnie mieć na to zgodę klienta. Czas na dopisanie informacji pozytywnej do BIG w takim przypadku to 14 dni od dnia opłacenia rachunku, uregulowania raty lub zapłaty za inną usługę lub produkt.
Konsument może sprawdzić, czy posiada już na swoim koncie informacje pozytywne, korzystając z serwisu infoKonsument.pl (zgodnie z Ustawą z dnia 9 kwietnia 2010 r. o udostępnianiu informacji gospodarczych i wymianie danych gospodarczych – raz na 6 miesięcy może to zrobić bezpłatnie).

## Instytucje z prawem do dopisywania informacji pozytywnej do BIG
- Banki
- Firmy pożyczkowe
- Dostawcy Internetu
- Operatorzy telefonii komórkowej
- Dostawcy telewizji cyfrowej
- Dostawcy telewizji kablowej
- Inni przedsiębiorcy, w tym osoby prowadzące działalność gospodarczą, którzy wystawili fakturę z odroczonym terminem płatności

## Dzień Informacji Pozytywnej
ERIF Biuro Informacji Gospodarczej (wcześniej Rejestr Dłużników ERIF BIG S.A.)  zainicjowało Dzień Informacji Pozytywnej obchodzony każdego roku 21 maja począwszy od 2015 roku. Akcja ma charakter edukacyjny mając na celu propagowanie idei informacji pozytywnej oraz zachęcenia społeczeństwa i przedsiębiorstw do budowania pozytywnej historii płatniczej.